# Staupitz (Torgau)

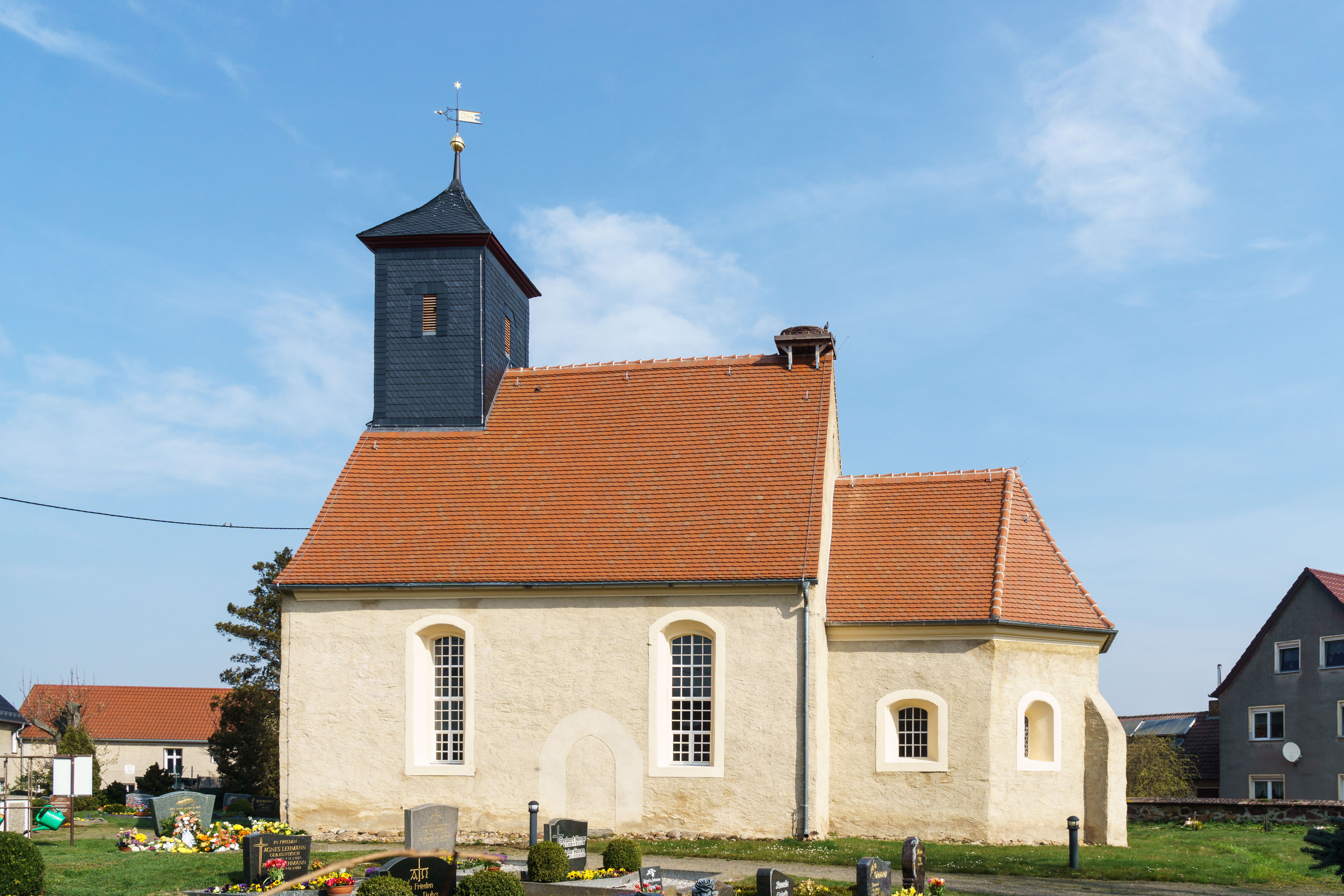
Kirche in Staupitz (2016)

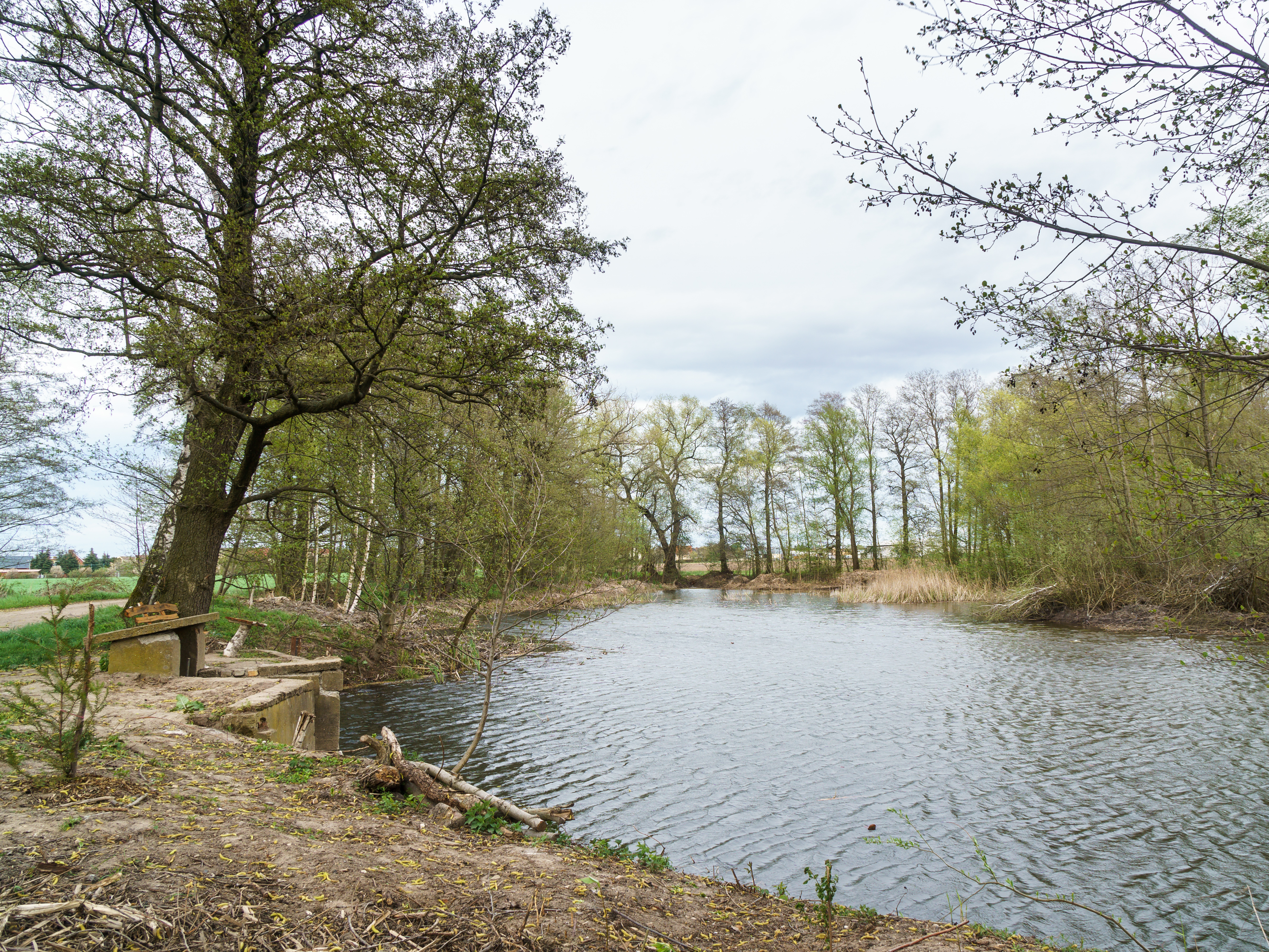
Teich am Westrand des OT Staupitz, zugehörig zum Flächennaturdenkmal Staupitzer Teiche (2021)

Staupitz ist ein Ortsteil der Stadt Torgau im Landkreis Nordsachsen in Sachsen.

## Lage
Der Ortsteil Staupitz liegt südlich der Stadt Torgau zwischen der Elbeniederung im Osten und der Dahlener Heide im Osten und Süden. Teile der Gemarkungsflächen liegen in Landschaftsschutzgebieten. Die östlich befindliche Bundesstraße 182 gibt verkehrsmäßigen Anschluss für die  Ortsverbindungswege.

## Geschichte
1225 wurde das Dorf als Stupewiz erstmals erwähnt. Bereits 1529 stand der Name Staupitz in den Urkunden. Das Gassendorf war eine alte Landgemeinde mit 742 Hektar (1895) in einer Gewannflur. 1529 wohnten hier 21 Leute. 1880 waren es 323 und 1990 298. Eine Kirchgemeinde wurde 1500 erwähnt. Die übergeordnete Behörde hatte und hat den Sitz in Torgau. Nach der Wende entwickelte sich unter veränderten Eigentumsformen mit den Nachbarorten ein modernes Agrarunternehmen mit Forstwirtschaft, Fischerei, Agrarhandel und Ersatzteillieferung. 
Am 1. Januar 1994 wurden die Gemeinden Staupitz, Beckwitz, Loßwig, Mehderitzsch und Weßnig zu einer neuen Gemeinde Pflückuff zusammengeschlossen. Diese kam am 1. Januar 2009 zu Torgau. Eine Bockwindmühle befindet sich im Ort.

## Rechtsextremismus
Im ehemaligen Gasthof in Staupitz, der als „Hotspot“ der Szene galt, wurden regelmäßig Neonazi-Konzerte veranstaltet. Neonazistische Bands wie „Heiliger Krieg“, „Blitzkrieg“ und „Tätervolk“ spielten hier. Die andernorts zur Vermeidung möglicher Proteste oder Gegenmaßnahmen des Staates in der Regel konspirativ über soziale Netzwerke organisierten Konzerte wurden hier laut MDR „quasi offiziell“ organisiert. Viele Anwohner hätten sich „arrangiert“.